# Iced
Iced és una biblioteca per a interfícies gràfiques d'usuari, inspirada en Elm. És gratuïta, de codi obert i multiplataforma, essent suportada per Windows, macOS, Linux i la web. Escrita en Rust i centrada en la simplicitat i la seguretat.

## Història
El febrer de 2024 fou llançada la versió 0.12 que habilitava el backend WebGPU per defecte a través de WebGL, entre altres novetats, actualitzacions i correccions.